# سكوت كارير
سكوت كارير (بالإنجليزية: Scott Carrier)‏ (2 فبراير 1957)؛ روائي أمريكي.